# Cambridge (Nebraska)
Cambridge is een plaats (city) in de Amerikaanse staat Nebraska, en valt bestuurlijk gezien onder Furnas County.

## Demografie
Bij de volkstelling in 2000 werd het aantal inwoners vastgesteld op 1041.
In 2006 is het aantal inwoners door het United States Census Bureau geschat op 983, een daling van 58 (-5,6%).

## Geografie
Volgens het United States Census Bureau beslaat de plaats een oppervlakte van
2,1 km², geheel bestaande uit land. Cambridge ligt op ongeveer 690 m boven zeeniveau.

## Plaatsen in de nabije omgeving
De onderstaande figuur toont nabijgelegen plaatsen in een straal van 24 km rond Cambridge.